# Vedad Ibišević
Vedad Ibišević (en bosnià, en ciríl·lic: Ведад Ибишевић; nascut el 6 d'agost de 1984 en Vlasenica) és un futbolista bosnià que juga pel VfB Stuttgart de la Bundesliga.